# Juliusz I
Juliusz I (ur. w Rzymie, zm. 12 kwietnia 352 tamże) – święty Kościoła katolickiego, 35. papież w okresie od 6 lutego 337 do 12 kwietnia 352.

## Życiorys
Juliusz wstąpił na tron Piotrowy po czterech miesiącach sediswakancji. Podczas jego pontyfikatu zmarł cesarz Konstantyn I Wielki, co zakończyło jedność cesarstwa i jedność polityki wobec papieża. Nastąpił podział cesarstwa i podział Kościoła na wschodni i zachodni. Kościół zachodni popierał nicejskie wyznanie wiary, a kościół wschodni – wyznanie ariańskie. Między innymi na tym tle doszło do zatargu między biskupami obu wyznań wiary. Juliusz I wystosował wówczas list do biskupów Wschodu, w którym przypomniał o autorytecie i prymacie stolicy rzymskiej, do której należało się zwracać o rozstrzygnięcie sporów. W ten sposób pragnął załagodzić narastające konflikty.
W 342 lub 343 r. zwołał synod ekumeniczny w Sadyce (dzisiejsza Sofia). Synod ten ogłosił szereg praw odnoszących się do zwierzchniej władzy biskupa rzymskiego i stworzył możliwość złożonemu z urzędu biskupowi odwołania się do biskupa rzymskiego, który miał potwierdzić wyrok lub zarządzić nowe dochodzenie. W przypadku ponownego odwołania się pokrzywdzonego biskupa zagwarantowano papieżowi głos ostateczny. Juliuszowi I przypisuje się także wydanie dekretów o archiwum i kancelarii w Kościele rzymskim, na wzór ówczesnego cesarstwa. Po raz pierwszy za pontyfikatu Juliusza I wspomina się o urzędzie primicerius notariorum, czyli starszego notariusza Kościoła.
Papież Juliusz I zbudował dwa kościoły: bazylikę Juliana Apostoli i Bazylikę NMP na Zatybrzu, jak również salę przyjęć w pałacu laterańskim. Zmarł w Rzymie 12 kwietnia 352 r. i został pochowany na cmentarzu Kalepodiusza przy Via Aurelia.
W ikonografii św. Juliusz I jest ukazywany z kościołem lub rulonem pergaminu w dłoni.
Jego wspomnienie liturgiczne obchodzone jest 12 kwietnia.